# Марк Фабій Амбуст (начальник кінноти 322 року до н. е.)
Марк Фа́бій Амбу́ст (лат. Marcus Fabius Ambustus; IV століття до н. е.) — державний та військовий діяч Римської республіки, начальник кінноти 332 року до н. е.

## Біографічні відомості
Про нього збереглося вкрай мало відомостей. Походив з патриціанського роду Фабіїв. Імовірно був сином Марка Фабія Амбуста, тричі консула 360, 356 і 354 років до н. е.
Відомо, що Марк Фабій у 332 році був призначений на посаду начальника кінноти при диктаторі Авлі Корнелії Коссі Арвіні під час переможної для Римської республіки Другої самнітської війни. Подальші відомості про його долю не збереглися.